# Benzofuran
Benzofuran je heterociklična spojina, sestavljena iz spojenega benzenovega in furanskega obroča. Ta brezbarvna tekočina je sestavina premogovega katrana. Benzofuran je izhodiščna spojina mnogih sorodnih spojin s kompleksnejšimi strukturami. Psoralen je na primer benzofuranski derivat, ki se pojavlja v več rastlinah.

## Proizvodnja
Benzofuran se ekstrahira iz premogovega katrana. Prav tako pa se lahko pridobiva z dehidrogeniranjem 2-etilfenola.

### Laboratorijske metode
Benzofurane lahko pripravimo z različnimi metodami v laboratoriju. Pomembnejši primeri vključujejo:
- O-alkiliranje salicilaldehida s kloretanojsko kislino s sledečo dehidracijo nastalega etra.[3]

- Perkinsova preureditev, kjer kumarin reagira s hidroksidom:[4][5][6]

- Diels–Alderjeva reakcija nitro vinil furanov z različnimi dienofili:[7]

- Cikloizomerizacija alkinskih orto-substituiranih fenolov:[8]

## Sorodne spojine
- substituirani benzofurani
- furan, analog brez pripojenega benzenovega obroča
- indol, analog z dušikovim namesto kisikovega atoma
- benzotiofen, analog z žveplom namesto kisikovega atoma
- izobenzofuran, izomer s kisikom na sosednjem mestu
- avron
- tunberginol F